# Gilda Valença
Gilda Valença, nome artístico de Ermenegilda de Abreu Pereira (Lisboa, 13 de fevereiro de 1926 — Rio de Janeiro, 1983), foi uma cantora e atriz, nascida em Portugal mas com carreira no Brasil.  Filha de Manuel H. de Abreu Pereira  e Isabel C. de Almeida. Irmã da também cantora Ester de Abreu e da atriz Julieta Valença.

## Carreira
Os primeiros passos no mundo artístico foram por volta de 1938, ainda em Lisboa, cantando em programas infantis na Emissora Nacional. Cantou no coro do programa infantil da Emissora Nacional, quando as aulas do colégio de Santo António o permitiam. Ao final dos estudos formou-se perito-contadora.
Foi convidada para cantar na Rádio Renascença mas desistiu quando se casou. Chegou ao Brasil em 1949 a convite da irmã Julieta, que já residia no Rio desde 1938. O compositor Fernando Lobo e a cantora Aracy de Almeida viram-na cantando em uma festa e a indicaram ao radialista Luiz Jatobá, da Rádio Tupi, passando a se apresentar no programa de Ary Barroso, fez duas novelas : Antônio Maria em 1968 e  A fábrica em 1971, na TV Tupi.
Precisou mudar de nome artístico, pois usava o nome Gilda de Abreu, homônimo da atriz e cantora esposa do cantor Vicente Celestino, adotando o nome Valença já usado por sua irmã, Julieta.
Voltou a Portugal no início da década de 50, tendo atuado no teatro, mas retornou ao Brasil em 1952. Começou a gravar em 1953, quando lançou pela gravadora Sinter a marcha "Uma Casa Portuguesa" (N. Siqueira, Ferreira e Fonseca), e o bolero mambo "Vê... lá bem" (Manoel Baião e E. Damas). "Uma casa portuguesa" foi o seu maior sucesso.  Trabalhou em vários filmes de Mazzaropi.

## Morte
Gilda Valença faleceu aos 57 anos, de câncer ginecológico, no Rio de Janeiro, em 1983. Foi sepultada no Cemitério de São João Batista, na mesma cidade.

## Filmografia

### Cinema
| Ano  | Título                      | Personagem        |
| ---- | --------------------------- | ----------------- |
| 1980 | O Grande Palhaço            | Velha senhora     |
| 1980 | O Jeca e a Égua Milagrosa   | Mulher de Libório |
| 1979 | A Banda das Velhas Virgens  | Dona Mercedes     |
| 1978 | O Jeca e o seu Filho Preto  | Maria             |
| 1977 | Jecão, um Fofoqueiro no Céu | Margarida         |
| 1975 | O Jeca Macumbeiro           | Dona Engrácia     |
| 1973 | Portugal... Minha Saudade   | Afonsina da Silva |
| 1964 | Sangue na Madrugada         | —                 |
| 1954 | O Petróleo É Nosso          | Cantora           |

### Televisão
| Ano  | Título              | Personagem                 | Nota                                    |
| ---- | ------------------- | -------------------------- | --------------------------------------- |
| 1978 | Aplauso             | —                          | Episódio: "O Tesouro de Chica da Silva" |
| 1972 | A Fábrica           | Maria das Graças           |                                         |
| 1971 | O Preço de um Homem | —                          |                                         |
| 1968 | Antônio Maria       | Amália Alencastro Figueroa |                                         |